# Solidarischer Herbst
Solidarischer Herbst ist ein Bündnis, das im Oktober 2022 zu Demonstrationen in mehreren deutschen Städten aufrief. Das Bündnis kritisiert die soziale Schieflage in Folge des Preisanstiegs insbesondere von Energie nach dem russischen Angriffskrieg auf die Ukraine. Die Forderungen beinhalten zielgerichtete Entlastungen Bedürftiger und einen Mietenstopp, aber auch den Ausbau der erneuerbarer Energien, um fossile Abhängigkeiten zu reduzieren. Die Mehrkosten sollen durch eine Übergewinnsteuer, die Besteuerung großer Vermögen sowie die Aussetzung der Schuldenbremse getragen werden. Das Bündnis betont, Soziales und Ökologisches dürfe nicht gegeneinander ausgespielt werden. Außerdem grenzt sich das Bündnis gegen Spaltung und Hetze von rechts ab, da unter ähnlichem Anlass bereits rechte Akteure zu Demonstrationen aufgerufen hatten.
Zu Protesten am 22. Oktober kamen nach Angaben der Veranstalter 24.000 Menschen. Das Bündnis wird getragen von Campact, den Gewerkschaften ver.di und GEW, dem BUND, dem Paritätischen Wohlfahrtsverband, der Bürgerbewegung Finanzwende, Attac, Greenpeace, und der Volkssolidarität, sowie vom ABiD-Institut Behinderung und Partizipation, dem Deutschen Mieterbund, Fridays For Future und Parents For Future, NABU, WWF, der OneWorryLess Foundation und Sanktionsfrei unterstützt.